# Erigorgus niveus
Erigorgus niveus là một loài tò vò trong họ Ichneumonidae.